# Arendseeischer Kreis
Der Arendseeische Kreis oder Arendseescher Kreis war ein kurmärkischer Kreis in der damaligen Altmark der Mark Brandenburg. Er umfasst Gebiete, die heute im Altmarkkreis Salzwedel und im Landkreis Stendal in Sachsen-Anhalt liegen. Er bildete sich im 16. Jahrhundert allmählich heraus, wurde 1807 aufgelöst, 1813 restituiert und 1816 in der preußischen Kreis- und Provinzreform endgültig aufgelöst. Er ging im Kreis Osterburg der Provinz Sachsen des Königreichs Preußen auf.

## Geographie
Der Arendseeische Kreis lag im nordwestlichen Teil der Altmark. Er grenzte im Norden an das Kurfürstentum Hannover, im Osten an den Seehausenschen Kreis, im Südosten an den Stendalischen Kreis und dem Kurfürstentum Hannover, im Süden und Westen an den Salzwedelischen Kreis und eine Exklave des Kurfürstentum Hannover. Die zum Arendseeischen Kreis gehörende Stadt Bismarck lag als Exklave im Stendalischen Kreis.

## Geschichte
Im Laufe des 16. Jahrhunderts entstanden in der Mark Brandenburg nach den Landschaften oder den sog. Weichbilden der größeren Städte organisierte Kreise heraus, im 17. Jahrhundert auch Beritte oder Landreitereien genannt, denen ein Kriegskommissar vorstand. Ausführender Beamter war der Landreiter, daher auch die Bezeichnung Beritt. In der Mittelmark bildeten sich mit der Zeit in den Kreisen eigene Verwaltungsorgane (Kreisdirektorium) und eigene ständische Vertretungen (Corpus, pl. Corpora) heraus, die auch ihre eigenen Finanzen bzw. Kreiskassen hatten.
In der Altmark waren sechs Kreise entstanden. Im Gegensatz zur Mittelmark und vergleichbar der Situation in der Prignitz bildeten sie im 17./18. Jahrhundert in fiskalischer und landständischer Hinsicht nur einen Kreis, der nur ein Kreisdirektorium (= Landesdirektorium), einen ritterschaftlichen Corpus und eine Kreiskasse (= Landeskasse) hatte. Die sechs Kreise hatten aber zunächst noch ihren eigenen Kriegskommissar bzw. später Landrat. Während der Stendalische und der Salzwedelische Kreis ihre eigenen Landräte behielten, wurden für den Tangermündeschen Kreis und den Arneburgischen Kreis (Zeitpunkt nicht genau bekannt) sowie ab 1735 für den Arendseeischen und den Seehausenschen Kreis jeweils nur ein Landrat bestellt.
Das Landesdirektorium für die Altmark bestand aus einem Landesdirektor (selten auch zwei Landesdirektoren). Hinzu kam ein Deichhauptmann, ein Kriegskommissar und Oberlandeinnehmer (Steuerbeamter) sowie Landeinnehmer (Steuerbeamte) für die einzelnen Kreise, wobei wieder jeweils ein Landeinnehmer für den Tangermündeschen Kreis und den Arneburgischen Kreis sowie ab 1735 für den Arendseeischen und den Seehausenschen Kreis zuständig war. Für jeden Kreis war ein Landreiter zuständig. Das Landesdirektorium schickte aus ihren Reihen einen Deputierten als Vertreter der Altmärkischen Ritterschaft zu den Landtagen der Kurmärkischen Landschaft. Ab ca. 1775 war die Beaufsichtigung der Deiche an das Elbdeichdirektorium der Altmark übergegangen, das der Königlich-Kurmärkischen Kriegs- und Domänenkammerdeputation in Stendal unterstand. Außerdem wurde nun ein erster und zweiter Deichhauptmann bestellt.
Die Benennung  Arendseeischer Kreis folgt Friedrich Wilhelm August Bratring (1804). In der älteren Arbeit von Anton Friedrich Büsching von 1775 wird er Arendseescher Kreis genannt.
Im Friedens von Tilsit musste Preußen 1806 die Altmark und damit auch den Arendseeischen Kreis an das Königreich Westphalen abtreten. Der Arendseeische Kreis ging im Distrikt Salzwedel des Departement der Elbe auf. 1811 war Johann Ludwig von Westphalen Unterpräfekt des Distrikts Salzwedel. Arendsee wurde Sitz des Kantons Arendsee mit 15 Gemeinden. Nach der Auflösung des Königreiches Westphalen im Oktober/November 1813 wurde bis 1816 die alte Kreiseinteilung wieder hergestellt. In der großen Kreis- und Provinzreform in Preußen im Jahr 1816 wurde der Arendseeische Kreis aufgelöst und wurde auf den neu geschaffenen Kreis Osterburg und den vergrößerten Kreis Salzwedel aufgeteilt.

## Zugehörige Orte
- Altmersleben (Dorf)
- Groß-Apenburg (Flecken mit zwei adligen Gütern)
- Arendsee, Stadt, Domänenamtssitzvorwerk und Fräuleinstift, Domänenamt Arendsee
- Baars (Dorf). Adelsbesitz
- Badel Dorf. Adelsbesitz
- Bamielsche Mühle, Wassermühle, im Dorf Mechow. Adelsbesitz
- Benkendorf (Dorf). Adelsbesitz
- Beese (Dorf). Adelsbesitz
- Binde (Dorf). Anteil 1: Domänenamt Arendsee, Anteil 2: Adelsbesitz, Anteil 3: Kirchlicher Besitz
- Bismark (Stadt)
- Bohldamm, Forsthaus, Domänenamt Salzwedel
- Bömenzien (Dorf und Schäferei). Adelsbesitz
- Boock (Dorf). Adelsbesitz
- Brunau (Dorf). Adelsbesitz
- Buchwitz (Dorf). Adelsbesitz
- Bühne (Dorf). Adelsbesitz
- Büssen (Gut). Adelsbesitz
- Butterhorst (das große Gut). Adelsbesitz, Oberstleutnant von Alvensleben
- Cheinitz (Dorf). Adelsbesitz, zwei Anteile
- Depekolk (Dorf). Anteil 1: Domänenamt Salzwedel, Anteil 2: Adelsbesitz
- Dessau (Dorf). Schulamt Dambeck
- Dewitz (Dorf und Vorwerk). Anteil 1: Adelsbesitz, Anteil 2: Domänenamt Salzwedel
- Dolchau (Dorf). Adelsbesitz.
- Drösede (Dorf). Adelsbesitz
- Einwinkel (Dorf und Gut), Adelsbesitz
- Friedrichsmilde, Erbpachtsvorwerk und Kolonie, Domänenamt Arendsee
- Gagel (Dorf). Anteil 1: Domänenamt Arendsee, Anteil 2: Domänenamt Salzwedel (2 Höfe)
- Klein Gartz (Dorf). Anteil 1: Adelsbesitz, Anteil 2: Domänenamt Salzwedel
- Genzien (Dorf). Domänenamt Arendsee
- Gestien (Dorf). Domänenamt Arendsee
- Gladigau (Dorf). Adelsbesitz.
- Gollensdorf (Dorf). Adelsbesitz
- Groß Chüden (Dorf). Adelsbesitz
- Güssefeld (Dorf und Krug (am Damm)). Adelsbesitz
- Hachenheide, Vorwerk. (existiert nicht mehr, lag ). Adelsbesitz.
- Hagenau (Dorf). Adelsbesitz, zwei Anteile
- Harpe (Dorf). Adelsbesitz
- die Haworth, Vorstadt bei Arendsee, vor dem Salzwedelschen Tor, 1700–30 erbaut (in Arendsee aufgegangen). Domänenamt Arendsee
- Heiligenfelde (Dorf). Domänenamt Arendsee
- Höwisch (Dorf). zwei Anteile Adelsbesitz, ein Anteil Domänenamt Arendsee
- Jahrsau (Dorf). Adelsbesitz (1970 devastiert)
- Jeebel (Jebel, Dorf). Schulamt Dambeck
- Jeetze (Dorf und zwei Güter). Adelsbesitz, zwei Anteile
- Jeggeleben (Dorf). anteilig Adelsbesitz, anteilig Domänenamt Salzwedel
- Kahrstedt (Dorf und Schäferei). Adelsbesitz
- Kalbe (Milde) (Stadt, das große Gut, das kleine Gut). Adelsbesitz
- Kallehne (Callehne, Dorf). Adelsbesitz
- Groß Kapermoor, Vorwerk (existiert nicht mehr, lag ). Adelsbesitz
- Klein Kapermoor (Vorwerk). Adelsbesitz
- Kassuhn (Cassuhn, Dorf). Adelsbesitz (zwei Anteile)
- Kaulitz (Dorf). Domänenamt Arendsee
- Kerkau (Dorf). Adelsbesitz
- Kerkuhn (Dorf). Adelsbesitz
- Kläden (Dorf). Domänenamt Arendsee
- Klein Chüden (Dorf). Domänenamt Salzwedel
- Kleinau (Dorf). Adelsbesitz
- Königstedt (Dorf). Schulamt Dambeck
- Kossebau (Cossebue, Dorf). Adelsbesitz.
- Kraatz (Dorf). Domänenamt Arendsee
- Kricheldorf (Dorf). Anteil 1: Adelsbesitz, Anteil 2: Domänenamt Salzwedel
- Ladekath (Dorf). Adelsbesitz
- Leppin (Dorf). Domänenamt Arendsee
- Liesten (Dorf). Domänenamt Arendsee
- Lohne (Dorf). Adelsbesitz
- Lübbars (Dorf). Adelsbesitz
- Lückstedt (Dorf und Zeitpachtvorwerk). Domänenamt Arendsee
- Lüge (Dorf). Adelsbesitz.
- Mahlsdorf (Dorf). Anteil 1: Adelsbesitz, Anteil 2: Domänenamt Diesdorf
- Maxdorf (Dorf). Schulamt Dambeck
- Mechau (Dorf). Adelsbesitz (zwei Anteile) und Georg-Hospital bei Salzwedel
- Mehrin (Dorf). Adelsbesitz.
- Mösenthin (Dorf). Adelsbesitz, zwei Anteile
- Molitz (Dorf und Gut). Bürgerlicher Besitz
- Neue Mühle (Wassermühle bei Groß Apenburg). Adelsbesitz
- Neulingen (Dorf). Domänenamt Arendsee
- Packebusch (Dorf). Adelsbesitz, zwei Anteile
- Perwer, Dorf oder Vorstadt von Salzwedel, ehedem das Judendorf neben der Neustadt Salzwedel. (in Salzwedel aufgegangen, Altperverstraße/Sankt-Georg-Straße). Anteil 1: Domänenamt Salzwedel, Anteil 2: Adelsbesitz, Anteil 3: Magistrat der Altstadt Salzwedel.
- Plathe (Dorf und Gut). Adelsbesitz.
- Pretzier (Deutsch Pretzier, Dorf). Anteil 1: Adelsbesitz, Anteil 2: Domänenamt Salzwedel
- Quadendambeck (Dorf). Adelsbesitz
- Rademin (Dorf). , 1. Graf von der Schulenburg zu Apenburg, 2. Domänenamt Salzwedel
- Rathsleben (Dorf). Adelsbesitz.
- Recklingen (Dorf). Adelsbesitz
- Riebau (Dorf). Adelsbesitz
- Ritze (Rietze, Dorf). Anteil 1: Domänenamt Salzwedel, Anteil 2: Bürgerlicher Besitz
- Ritzleben (Dorf). Adelsbesitz.
- Saalfeld (Dorf). Anteil 1: Adelsbesitz, Anteil 2: Domänenamt Salzwedel
- Sallenthin (Dorf). Adelsbesitz
- Amt Salzwedel, Domänenamtssitzvorwerk, in dem Perwer vor Salzwedel. Domänenamt Salzwedel
- Sanne (Dorf). Domänenamt Arendsee
- Schernikau (Dorf). Adelsbesitz (zwei Anteile).
- Schrampe (Dorf). Domänenamt Arendsee
- Siepe (Dorf). Adelsbesitz.
- Stappenbeck (Dorf). Adelsbesitz (zwei Anteile).
- Störpke (Dorf). Adelsbesitz
- Thielbeer (Dorf). Domänenamt Arendsee
- Thüritz (Dorf). Adelsbesitz.
- der Upstall, Häuser, ein Teil der Arendseeischen Vorstadt Haworth (in Arendsee aufgegangen). Domänenamt Arendsee
- Vahrholz (Dorf). Adelsbesitz
- Velgau (Dorf). Adelsbesitz
- Vienau (Dorf und Gut). Adelsbesitz
- Vietzen (Dorf). Adelsbesitz.
- Vissum (Vissem, Dorf). Anteil 1: Domänenamt Salzwedel, Anteil 2: Adelsbesitz
- Winterfeld (Dorf und Gut). Adelsbesitz
- Wohlenberg (Dorf). Adelsbesitz.
- Zehren (Dorf). Domänenamt Arendsee
- Zethlingen (Dorf). Adelsbesitz
- Ziemendorf (Dorf). Domänenamt Arendsee
- Zierau (Dorf), anteilig Adelsbesitz, anteilig Domänenamt Salzwedel
- Zießau (Dorf). Domänenamt Arendsee
- Zühlen (Dorf). Domänenamt Arendsee

Im Kreisgebiet lag das Domänenamt Arendsee, das aus den früheren Besitzungen des Klosters Arendsee hervorgegangen war. Das Domänenamt Salzwedel nannte sich nach der Stadt Salzwedel, hatte seinen Sitz aber in Perwer, einer Vorstadt von Salzwedel, die zum Arendseeischen Kreis gehörte.

## Landräte und Landreiter
- 1608 Gabriel Bernd, Landreiter[5]
- 1702 Christof Georg von Bismark, Landrat[6]
- 1730–35 Hans Wilhelm Friedrich von Lattorf, zuerst adjungierter Landrat, Ende 1730 wirklicher Landrat[7]
- 1735 Siegfried Werner von Jagow, Landesdirektor und Landrat des Seehausenschen und Arendseeischen Kreises[8]
- 1752 Siegfried Werner von Jagow, Landesdirektor und Landrat des Seehausenschen und Arendseeischen Kreises, Johann Heinrich Datts, Landreiter[9]
- 1756 Siegfried Werner von Jagow, Landesdirektor und Landrat des Seehausenschen und Arendseeischen Kreises, Joachim Friedrich Meyer, Landreiter[10]
- Februar 1762–1766 Adolph Christian von Krusemarck, Landrat des Arendseeischen und Seehausenschen Kreises,[11] Joachim Friedrich Meyer, Landreiter[12]
- 1766 Heinrich Otto Georg von Bismarck, Landrat des Arendseeischen und Seehausenschen Kreises[13]
- 1770 Heinrich Otto Georg von Bismarck, Landrat des Arendseeischen und Seehausenschen Kreises, Joachim Friedrich Meyer, Landreiter[14]
- 1775 bis 1778 Heinrich Otto Georg von Bismarck, Landrat des Arendseeischen und Seehausenschen Kreises, J. F. Meyer, Landreiter[1][15]
- 1778 Arnold Christian Ludwig von Voß, Landrat, Johann Friedrich von Alvensleben wurde in diesem Jahr zum Landrat des Arendseeischen und Seehausenschen Kreises gewählt, tauschte dann aber mit Arnold Christian Ludwig von Voß dessen Salzwedelschen Kreis ein.[15]
- 1799 von Voß auf Vielbaum, Landesdirektor und Landrat der Arendseeischen und Seehausenschen Kreises[16][17][18]